# Instytut Socjologii Uniwersytetu Jagiellońskiego
Instytut Socjologii Uniwersytetu Jagiellońskiego – jeden z instytutów w strukturze Wydziału Filozoficznego Uniwersytetu Jagiellońskiego, specjalizujący się w studiach nad społeczeństwem i pracą socjalną oraz w metodologii badań społecznych i zaawansowanej analizie danych. Siedziba Instytutu znajduje się w Collegium Broscianum przy ulicy Grodzkiej 52 w Krakowie.
Instytut oferuje studia dzienne na kierunkach: 
- Socjologia (studia I i II stopnia)
- Analiza danych społecznych (studia II stopnia)
- Praca socjalna (studia II stopnia).

Studia socjologiczne II stopnia opierają się na dwóch ścieżkach kształcenia: socjologii ogólnej oraz sprofilowanych specjalizacjach (Analiza danych i badania społeczne, Komunikowanie społeczne, Społeczeństwo cyfrowe), w ramach których określone dziedziny socjologii analizowane są w sposób szczegółowy, wieloaspektowy i interdyscyplinarny.

## Historia
Dzieje krakowskiej socjologii uniwersyteckiej sięgają końca dziewiętnastego wieku. Po zmiennych kolejach różnych inicjatyw, w 1930 roku doszło do utworzenia Katedry Etnologii i Socjologii, kierowanej najpierw przez profesora Jana Stanisława Bystronia, a później przez profesora Kazimierza Dobrowolskiego.
Katedra ta przekształciła się w 1957 roku w Katedrę Etnografii Ogólnej i Socjologii, a jej kierownikiem pozostał Kazimierz Dobrowolski. W placówce tej rozwijany był w szczególności nurt metody integralnej i studiów historyczno-kulturowych, a także perspektywa antropologii społecznej reprezentowana przez profesora Andrzeja Waligórskiego - ucznia Bronisława Malinowskiego. W tym samym 1957 roku powołana została do życia Katedra Socjologii i Demografii, kierowana przez profesora Pawła Rybickiego i skoncentrowana na zagadnieniach społeczno-strukturalnych oraz ludnościowych (te ostatnie podejmowała głównie docent Wanda Czarkowska).
W 1970 roku doszło do połączenia obu katedr i utworzenia Instytutu Socjologii. Jego dyrektorami byli kolejno profesorowie Władysław Kwaśniewicz, Piotr Sztompka, Andrzej K. Paluch, Tadeusz Borkowski, Zdzisław Mach, Krzysztof Frysztacki, Marian Niezgoda, Marek Kucia, Marcin Lubaś, Kaja Gadowska i  Marta Smagacz-Poziemska.

## Dyrekcja Instytutu Socjologii UJ
Dyrektorka
- dr hab. Marta Smagacz-Poziemska, prof. UJ

Zastępczyni Dyrektorki ds. dydaktycznych
- dr Ewa Krzaklewska

## Profesorowie związani z Instytutem Socjologii
- Prof. dr hab. Kazimierz Dobrowolski
- Prof. dr hab. Paweł Rybicki
- Prof. dr hab. Andrzej Waligórski
- Doc. dr hab. Wanda Czarkowska
- Prof. dr hab. Władysław Kwaśniewicz
- Prof. dr hab. Andrzej Paluch
- Prof. dr hab. Jacek Szmatka
- Prof. dr hab. Andrzej Flis
- Prof. dr hab. Piotr Sztompka
- Prof. nadzw. dr hab. Zygmunt Seręga